# Código postal del Perú
El sistema de código postal del Perú, establecido en 2011 mediante el decreto supremo 07-2011-MTC que regula el Código Postal Nacional y el Sistema Nacional de Codificación Postal por el Ministerio de Transportes y Comunicaciones del Perú, comprende una serie de cifras utilizadas para el servicio postal de dicho país. Cada código identifica uno de los distritos y un frente de manzana, agrupando generalmente más de una dirección.
Cada uno de los 2760 códigos postales constan de cinco dígitos. En el caso de Lima metropolitana, cuenta con 158 códigos.